# Renae Lloyd
Renae Lloyd (sinh ngày 22 tháng 6 năm 1987) là một cầu thủ bóng đá người Jamaica thi đấu cho Boys' Town, ở vị trí tiền vệ.

## Sự nghiệp
Lloyd từng thi đấu bóng đá cho Boys' Town.
Anh ra mắt quốc tế cho Jamaica năm 2012.